# Albula esuncula
Albula esuncula is een straalvinnige vissensoort uit de familie van de gratenvissen (Albulidae). De wetenschappelijke naam van de soort is voor het eerst geldig gepubliceerd in 1899 door Garman.